# David Kazhdan

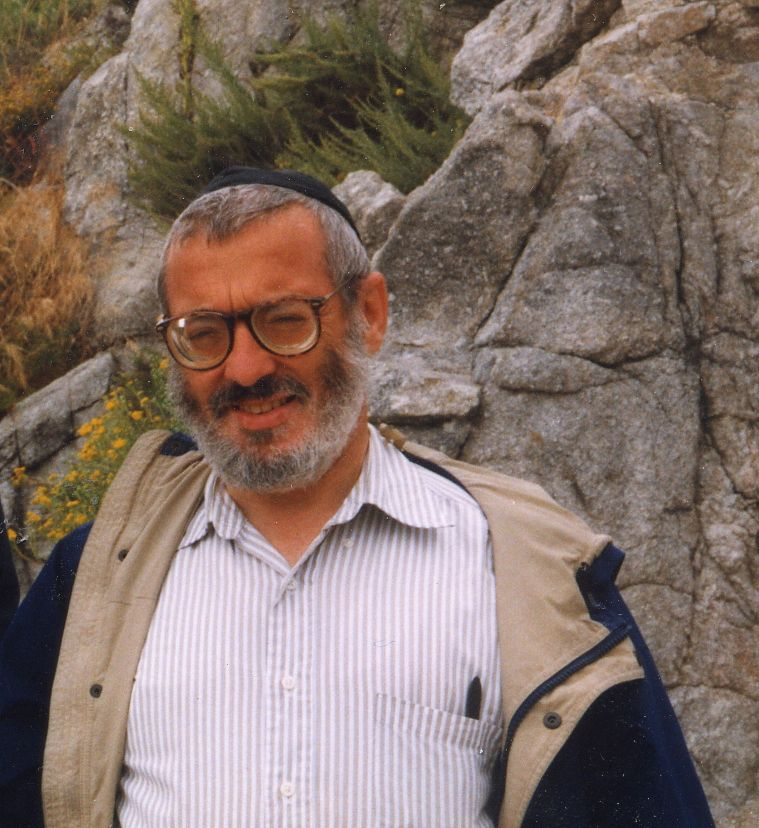
David Kazhdan

David Kazhdan (russisch Дми́трий Александрович Каждан, Dmitri Alexandrowitsch Kaschdan; hebräisch דוד קשדן; * 20. Juni 1946 in Moskau) ist ein früher in der Sowjetunion arbeitender israelischer Mathematiker, der sich mit Darstellungstheorie beschäftigt.

## Leben
David Kazhdan ist der Sohn des bekannten Byzantinisten Alexander Kazhdan und wurde 1969 in Moskau bei Alexander Kirillow promoviert. Danach war er Mitglied der Schule von Israel Gelfand in Moskau, bevor er als Jude 1975 in die USA emigrierte, wo er seinen Namen änderte. Er ging an die Harvard University, wo er Professor wurde. 2005 wanderte er nach Israel aus und ist zurzeit gleichzeitig Professor an der Hebrew University und in Harvard.
Kazhdan arbeitete in der Darstellungstheorie von Lie-Gruppen, Liealgebren und algebraischen Gruppen. Dort sind die Kazhdan-Lusztig-Vermutungen über Identitäten zwischen Charakteren von Verma-Modulen (speziellen Darstellungen von Liealgebren) nach ihm und George Lusztig benannt, die unabhängig von Alexander Beilinson und Joseph Bernstein bzw. Masaki Kashiwara und Jean-Luc Brylinski 1981 bewiesen wurden. In den Vermutungen werden auch die von ihm und Lusztig definierten Polynome verwendet. Sie sind mit Hilfe der Weyl-Gruppen zu den Liealgebren definiert und wurden von Lusztig und Kazhdan ursprünglich in Zusammenhang mit der Geometrie von Schubert-Varietäten untersucht, die häufig als Beispiele singulärer algebraischer Varietäten untersucht werden. Die Kazhdan-Lusztig-Polynome liefern eine Art Maß für die Singularität dieser Varietäten und wurden von Kazhdan und Lusztig mit der Schnittkohomologie nach MacPherson und Goresky in Verbindung gebracht. Ein wichtiger Begriff in der Gruppentheorie ist Kazhdans Eigenschaft T.
Seit 2006 ist er Mitglied der Israelischen Akademie der Wissenschaften. Zu seinen Doktoranden zählen Wladimir Wojewodski und Alexander Polishchuk. 1990 war er MacArthur Fellow. 1986 war er Invited Speaker auf dem Internationalen Mathematikerkongress in Berkeley (Algebraic Geometry and Representation Theory). Im Jahre 1990 wurde er in die National Academy of Sciences, 2008 in die American Academy of Arts and Sciences gewählt. 2012 hielt er einen Plenarvortrag auf dem Europäischen Mathematikerkongress (ECM) in Krakau (Representations of affine Kac-Moody groups over local and global fields). Für 2020 wurde Kazhdan der Shaw Prize für Mathematik zugesprochen. Ebenfalls 2020 wurde er zum Mitglied der Academia Europaea gewählt. 2022 hielt er einen Plenarvortrag auf dem Internationalen Mathematikerkongress (On the Langlands correspondence of curves over local fields).
Er hat drei Söhne und eine Tochter. Sein Sohn Eli ist Politiker in Israel, sein Sohn Michael Professor für Informatik an der Johns Hopkins University.

## Werke (Auswahl)
- mit Grigori Margulis: Beweis einer Vermutung von Selberg (Russisch). Mat. Sb., n. Ser. 75(117), 163–168 (1968).
- mit Israel Gelfand: Representations of the group GL(n,K) where K is a local field. Lie groups and their representations (Proc. Summer School, Bolyai János Math. Soc., Budapest, 1971), pp. 95–118. Halsted, New York, 1975.
- mit George Lusztig: Representations of Coxeter groups and Hecke algebras. Invent. Math. 53 (1979), no. 2, 165–184.
- mit Victor Guillemin: Some inverse spectral results for negatively curved 2-manifolds. Topology 19 (1980), no. 3, 301–312.
- mit George Lusztig: Schubert varieties and Poincaré duality. Geometry of the Laplace operator (Proc. Sympos. Pure Math., Univ. Hawaii, Honolulu, Hawaii, 1979), pp. 185–203, Proc. Sympos. Pure Math., XXXVI, Amer. Math. Soc., Providence, R.I., 1980.
- mit Samuel Patterson: Metaplectic forms. Inst. Hautes Études Sci. Publ. Math. No. 59 (1984), 35–142.
- mit Pierre Deligne, Marie-France Vignéras:  Représentations des algèbres centrales simples p -adiques. Representations of reductive groups over a local field, 33–117, Travaux en Cours, Hermann, Paris, 1984.
- mit George Lusztig: Equivariant K -theory and representations of Hecke algebras. II. Invent. Math. 80 (1985), no. 2, 209–231.
- mit Yuval Flicker: Metaplectic correspondence. Inst. Hautes Études Sci. Publ. Math. No. 64 (1986), 53–110.
- mit George Lusztig: Proof of the Deligne-Langlands conjecture for Hecke algebras. Invent. Math. 87 (1987), no. 1, 153–215.
- mit Yuval Flicker: On the symmetric square: unstable local transfer. Invent. Math. 91 (1988), no. 3, 493–504.
- mit George Lusztig: Fixed point varieties on affine flag manifolds. Israel J. Math. 62 (1988), no. 2, 129–168.
- mit George Lusztig: Tensor structures arising from affine Lie algebras. I, II. J. Amer. Math. Soc. 6 (1993), no. 4, 905–947, 949–1011. III, IV. ibid. 7 (1994), no. 2, 335–381, 383–453.
- mit Pavel Etingof: Quantization of Lie bialgebras. I. Selecta Math. (N.S.) 2 (1996), no. 1, 1–41. II, III. ibid. 4 (1998), no. 2, 213–231, 233–269. IV. The coinvariant construction and the quantum KZ equations. ibid. 6 (2000), no. 1, 79–104. V. Quantum vertex operator algebras. ibid. 6 (2000), no. 1, 105–130.
- mit Alexander Braverman: The spherical Hecke algebra for affine Kac-Moody groups I. Ann. of Math. (2) 174 (2011), no. 3, 1603–1642.